# Епископ британско-ирски Нектарије
Нектарије (световно име Ратко Самарџић; Сарајево, 18. мај 1983) епископ је британско-ирски и бивши викарни епископ јегарски (2022 - 2024).

## Биографија
Рођен је 18. маја 1983. године у Сарајеву, од оца Немање (†2009) и мајке Наде (рођ. Ремић). Основну школу започиње у Сарајеву, а завршава у Гетеборгу (Краљевина Шведска), где се његова породица преселила услед ратних дешавања деведесетих.
Богословију Св. Петра Дабробосанског завршио је у Фочи 2003. године. Након богословије школовање наставља на Московској духовној академији у периоду од 2003-2006. године. Постдипломске студије наставља на теолошком факултету Каподистријског Универзитета (2012—2016) и теолошком факултету Аристотеловог Универзитета у Солуну (2016—2019). На теолошком факултету у Солуну одбранио је рад под темом „Пастирски огледи Еклисиологије Св. Нектарија Егинског“.
У чин мале схиме замонашен је 1. јуна 2007. године. У чин јерођакона рукоположен је сутрадан 2. јуна 2007. године, а у свештенички 16. јуна исте године. Одликован је достојанством архимандрита 21. јула 2013. године у манастиру Покрова Пресвете Богородице.
На редовном мајском заседању Светог архијерејског сабора Српске православне цркве 2022. године изабран је за епископа јегарског, викарног епископа патријарха Српског.
Дана 26. новембра 2022. године у Саборном храму Светог архангела Михаила у Београду наречен за Епископа јегарског, викара Патријарха српског..
Дана 27. новембра 2022. године у Спомен-храму Светог Саве на Врачару рукоположен је за епископа Епископа јегарског, викара Патријарха српског.
Дана 18. маја 2024. године Свети архијерејски сабор СПЦ изабрао га је за епископа новоосноване Епархије британско-ирске са седиштем у Лондону. 